# Tom Kapinos
Tom Kapinos är en amerikansk TV-producent och manusförfattare. Han är mest känd som skapare av TV-serien Californication. Kapinos skrev även manus till 20 avsnitt av TV-serien Dawson's Creek 